# Ornithocephalus (chi lan)
Ornithocephalus là một chi thực vật có hoa trong họ Lan. Chúng có khoản 50 loài.

## Danh sách loài
Dưới đây là một số loại trong chi Ornithocephalus
- Ornithocephalus bicornis
- Ornithocephalus bonplandi
- Ornithocephalus bryostachyus
- Ornithocephalus chloroleucus
- Ornithocephalus ciliatus
- Ornithocephalus cochleariformis
- Ornithocephalus gladiatus
- Ornithocephalus grandiflora
- Ornithocephalus inflexus
- Ornithocephalus iridifolius
- Ornithocephalus kruegeri
- Ornithocephalus myrticola
- Ornithocephalus powellii
- Ornithocephalus pusillus
- Ornithocephalus pustulatus
- Ornithocephalus viridifolius